# Огненный крест (Венгрия)
Огненный крест,  (венг. Tűzkereszt) — орден Королевства Венгрия периода Второй мировой войны.

## История
Орден учреждён Миклошем Хорти 24 ноября 1941 года. Он предназначался для награждения как военнослужащих, так и для гражданских лиц, а также вручался родственникам погибших и служил в качестве знака за ранения.
Учреждённая в соответствии с традициями бывшей австро-венгерской армии, награда одновременно исполняла те же функции, что у Войскового креста Карла, медали «За ранение» образца 1917 года и различных военных памятных медалей..

## Критерии награждения

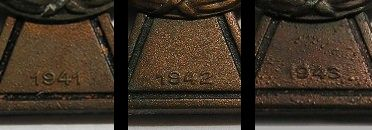
ордена с клеймами за кампании 1941-43 гг.

В соответствии со Статутом ордена, существовало 3 класса награды:
- Крест I класса (боевой) полагался военнослужащим, участвовавшим в боевых действиях в течение 12 недель на передовой (а равно, получившим ранение) и гражданским лицам, сражавшимся с оружием в руках, а также для одного из ближайших родственников погибшего на поле боя.
- Крест II класса (военный) — для военнослужащих, прослуживших 6 месяцев на вражеской территории, но не участвовавших непосредственно в боях с противником; для гражданских лиц, работающих на армию на территории врага, а также для одного из ближайших родственников погибшего на поле боя.
- Крест III класса (гражданский) — для гражданских лиц и военнослужащих, содействующим военным операциям из внутренних районов страны; служащим территориальных формирований, и гражданским лицам, получившим ранения (наиболее редко  присуждавшийся класс).

Так как Огненный Крест вручался и в качестве знака за ранения, в этом случае количество ран отмечалось металлическими полосками, прикреплявшимися к его ленте. Там же на ленте размещался и знак военного инвалида.
В случае посмертного награждения, орден, вручавшийся ближайшим родственникам погибшего, был на чёрной ленте. В отличие от предыдущих аналогичных наград, Огненный крест могли носить члены семьи погибшего . Таковыми считались: для состоявшего в браке — вдова, либо старший сын или дочь (признанные вменяемыми); для холостых — отец/мать, брат/сестра, или невеста.
Кроме того, поскольку орден вручался в соответствии с выслугой определённого периода времени на фронте, или в тылу, а боевые действия в 1941, 1942 и 1943 году рассматривались как отдельные кампании, первое награждение Огненными крестами состоялось лишь в 1943 году, после уточнения Статута ордена в конце февраля 1943 года. В соответствии с ним, за участие в каждой из кампаний полагалась отдельная награда, с указанием года.. Поэтому существовали кресты с клеймом соответствующего года (на реверсе), которые можно было носить одновременно. Период после 1943 года уже считался единой непрерывной кампанией, в связи с чем все участники боевых действий 1944 и 1945 годов получили Огненные кресты 1943 года, те, кто был награждён в 1943 году, больше не могли претендовать на еще один Огненный крест того же класса.
Орденом также могли награждаться бывшие военнопленные, но только венгерской национальности.
Ныне орден упразднён и более не вручается.

## Описание награды

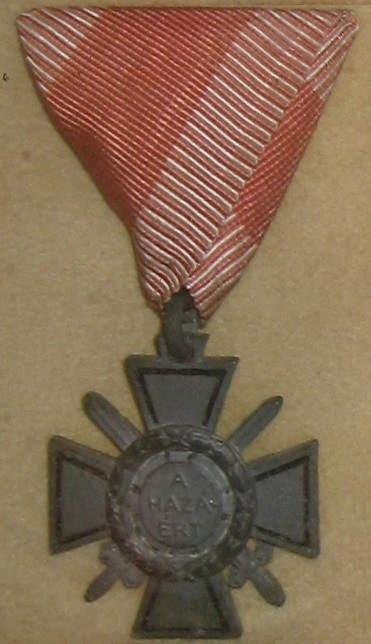
Огненный крест I класса на красной ленте Войскового креста Карла периода Первой мировой войны.

Орден представляет собой металлический лапчатый крест высотой и шириной 36 мм, первоначально красноватого оттенка из сплава бронзы и цинка. Из-за высокого содержания в сплаве меди, он чрезвычайно подвержен коррозии, по этой причине на большинстве сохранившихся наград металлическая поверхность первоначально медно-красного цвета покрыта сильной серой патиной.
В центре на лицевой стороне расположен рельефный медальон диаметром 12 мм с трёхстрочной выпуклой надписью: A / HAZÁ / ÉRT (рус. ЗА РОДИНУ), оборотная сторона гладкая.
У креста II класса вокруг медальона находится посеребренный лавровый венок диаметром 20 мм, а у креста I класса – между лучами креста расположены мечи.
На нижнем луче креста с лицевой стороны выбит год, за бои в котором произведено награждение: известны ордена с цифрами 1941, 1942 и 1943. На том же месте с оборотной стороны указан год учреждения награды, 1941.
Лента ордена идентична ленте Памятной медали Первой мировой войны (для фронтовиков), белая, шириной 41 мм, с поперечными зелёными полосами, с красными и зелёными продольными полосами по краям. Колодка традиционной для Австрии и Венгрии треугольной формы.
К планке медали на ленте крепилось её миниатюрное изображение.
Полученные ранения отмечались крепившимися к орденской ленте узкими никелевыми, горизонтальными полосами толщиной 3 мм (на планке — вертикальными). В случае 5 и более ранений, вместо них была позолоченная полоса толщиной 5 мм с выбитой цифрой, означавшей их количество. У инвалидов войны к ленте мог крепиться миниатюрный вариант соответствующего знака (обрамлённый лавровым венком круглый медальон c короной святого Иштвана в верхней части и буквами HR в центре.

## Правила ношения
Орден носили на левой стороне мундира после знаков  медали «За храбрость» и перед Памятной медалью Первой мировой войны .

## Галерея

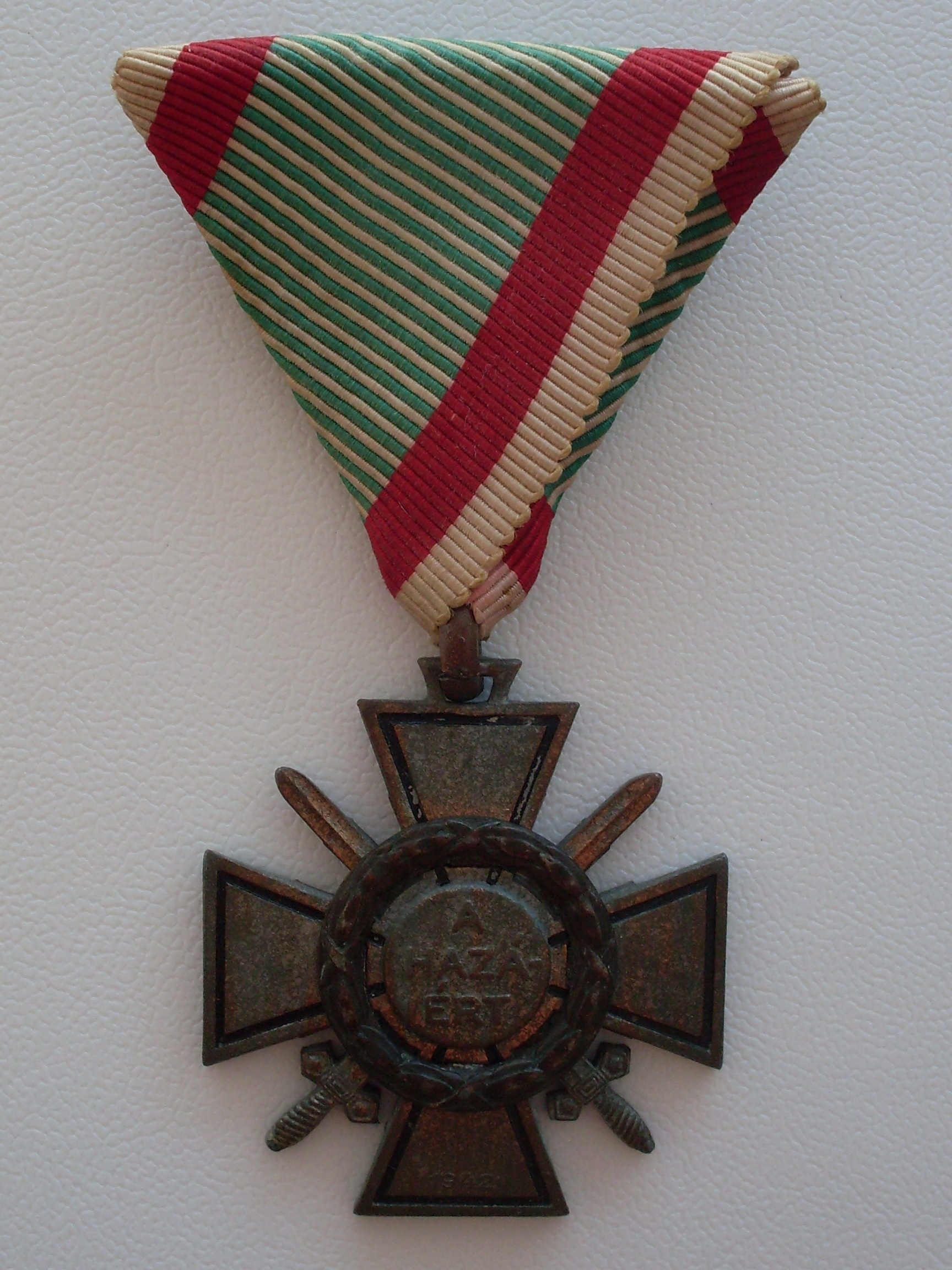
Крест I класса, аверс
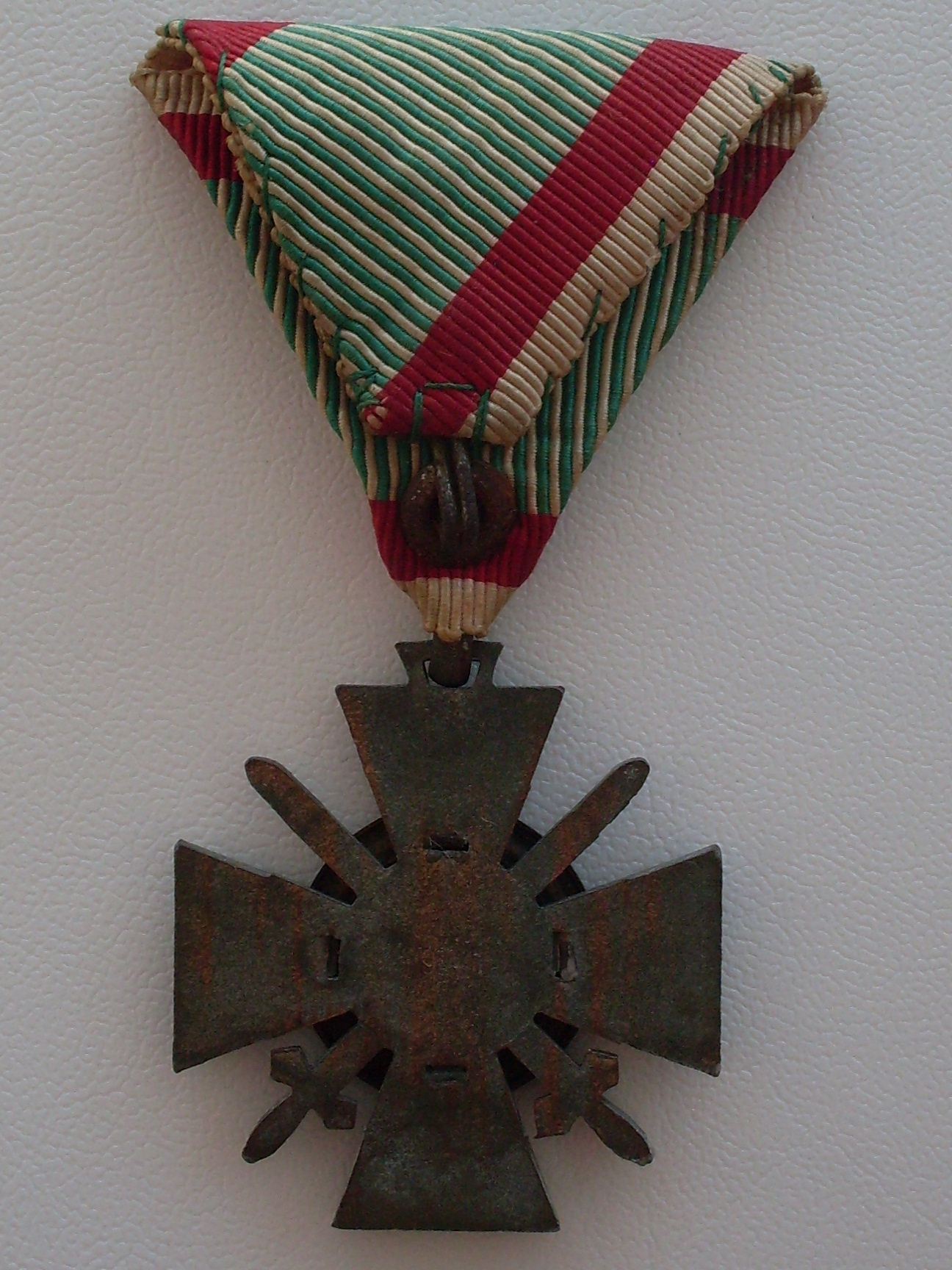
Крест I класса, реверс
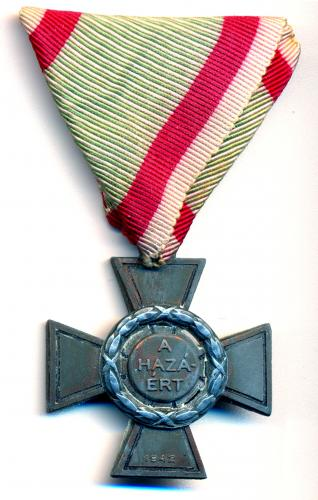
Крест II класса
Лента к кресту I класса
Лента к кресту II класса
Лента к кресту III класса
Лента награды
Лента для посмертных награждений
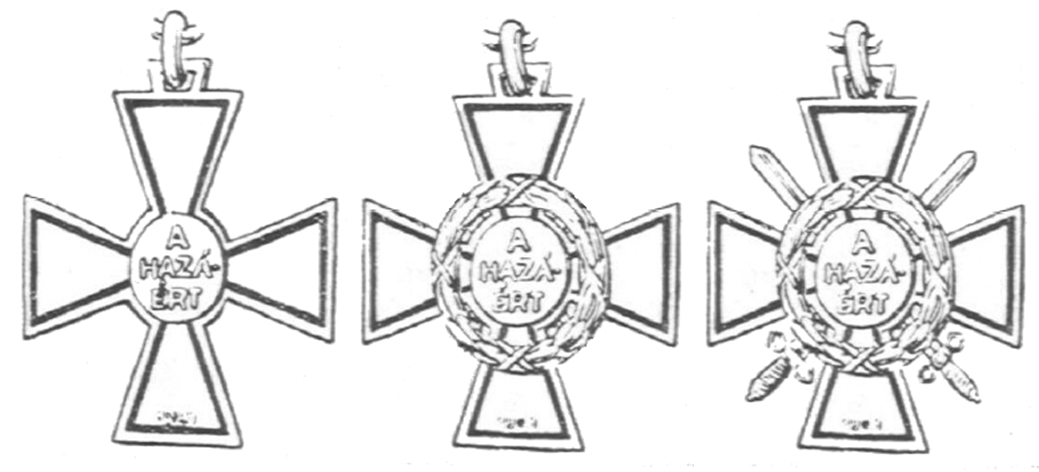
Кресты всех трёх классов
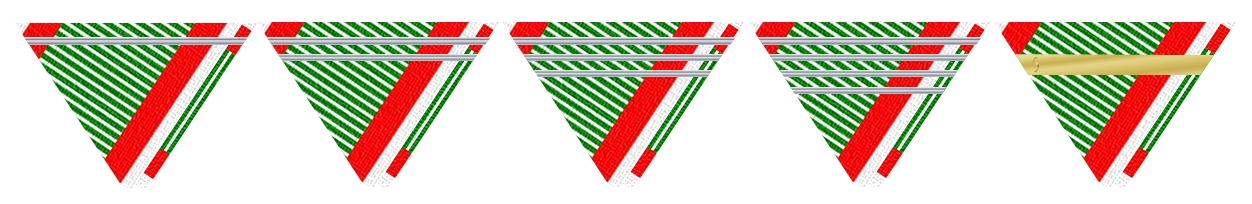
Образец крепления планок в соответствии с количеством ранений